# Три поросятка (мультфільм, 1933)
«Три поросятка» (англ. Three Little Pigs) — американський короткометражний мультфільм 1933 року. Мультфільм посідає 11 місце в списку 50 найкращих мультфільмів, укладеному істориком анімації Джеррі Беком у 1994 році. Художником-аніматором цього мультфільму є Арт Беббіт.

## Сюжет
Три брати будують власні будинки з цегли, дерева та соломи. Всі вони грають на різних музичних інструментах: Неф-Неф — на флейті, Наф-Наф — на скрипці, а Ноф-Ноф — на фортепіано. Перші два будують свої будинки з великою легкістю, після чого весь день відпочивають і співають. Третій же, Ноф-Ноф (Практичне Порося), працює цілий день, будуючи міцний цегляний будинок, але його брати посміюються над ним. Він попереджає, що якщо вони не побудують будинки краще, то Сірий Вовк зловить їх. Наф-Наф (Порося-скрипаль) та Неф-Неф (Порося-флейтист) не звертають на нього уваги й продовжують співати пісню «Нам не страшний сірий вовк» (англ. «Who's afraid of big bad wolf?»).
Одного разу Великий Злий Вовк дійсно приходить і здуває солом'яний будинок. Флейтист тікає в дерев'яний будинок до брата. Вовк прикидається, що здався і пішов, але повертається під виглядом невинної овечки. Поросята йому не вірять, після чого Вовк здуває і дерев'яний будинок. Тоді всі три поросята збираються в будинку з цегли. Вовк прикинувся продавцем щітками й намагається здути міцний цегляний будинок, але у нього не виходить. Нарешті він намагається увійти в будинок через димар, але Ноф-Ноф знімає кришку казана з окропом, в який він додає скипидар, і Вовк падає просто в казан. Верещачи від болю, Вовк втікає, а поросята знову співають «Нам не страшний сірий вовк». Тоді Ноф-Ноф стукає, в результаті чого два його брати вирішують, що вовк повернувся і ховаються під ліжко.

## Озвучували
| Персонаж                   | Озвучував      |
| -------------------------- | -------------- |
| Сірий Вовк                 | Біллі Блетчер  |
| Ноф-Ноф (Практичне Порося) | Пінто Колвіг   |
| Наф-Наф (Порося-скрипаль)  | Мері Модер     |
| Неф-Неф (Порося-флейтист)  | Дороті Комптон |

## Нагороди
- 1933 — Премія «Оскар» за найкращий анімаційний короткометражний фільм
- 1934 — Золота медаль за кращу мультиплікаційну режисуру Волту Діснею на МКФ у Венеції.
- 1994 — внесення під номером 11 в 50 найкращих мультфільмів
- 2007 — занесення до Національного реєстру фільмів